# Андрей (Хоарште)
Епи́скоп Андре́й (рум. Episcop Andrei, в миру Дан Хоарште, рум. Dan Hoarște; род. 13 июня 1982, Фэгэраш, Брашов, Румыния) — епископ Православной церкви в Америке, епископ Кливлендский, викарий Румынской епархии.

## Биография
Родился 13 июня 1982 года в городе Фэгэраш в православной семье. Образование, полученное от его родителей и бабушки с дедушкой, сыграло значительную роль в развитии его любви к Богу и Церкви. В возрасте 14 лет, в сентябре 1996 года, он начал обучение в средней школе духовной семинарии святых мучеников Бранковяну в Фэгэраше, Румыния. Однако проучился он там всего год, так как в июне 1997 года, его семья решила переехать в США. Прибыв в район Детройта, они посетили Божественную литургию в румынский православном соборе Петра и Павла в Дирборн-Хайтс, штат Мичиган, в свое первое воскресенье в Америке, и с тех пор стал этот храм стал их приходским домом. Под руководством своего приходского священника, протопресвитера Роми Роско, молодой семинарист быстро интегрировался в приходскую жизнь в качестве ученика воскресной школы, алтарника, певчего, члена капитула AROY, помогая духовенству в различных областях. Также через приход он был направлен студентом в лагерь Ватра, куда вернулся в последующие годы в качестве волонтёра.
В июне 2000 года окончил среднюю школу в Дирборне, штат Мичиган, с высшими отличиями, заняв в табели 6-е место из 280. Поступил в Мичиганский университет, активно участвуя в студенческой борьбе против деструктивных решений (SADD), французском клубе, клубе молодых бизнесменов и Национальном обществе чести. Во время учёбы в колледже он продолжал активно работать в приходе, в том числе преподавал в старших классах воскресной школы, а также расширил своё участие в деятельности Румынской епископии. Будучи делегатом на Национальной конференции AROY в течение нескольких лет, он был впервые избран в Национальный совет организации в 2001 году, а в 2003 году был избран её 37-м Национальным президентом на два срока подряд. В этом качестве он активно участвовал в молодёжных программах епископата, представлял Национальный AROY в епископском совете и содействовал созданию новых отделений AROY в приходах по всей стране.
В мае 2004 года он окончил Мичиганский университет с высшим дипломом, получив степень бакалавра гуманитарных наук по истории и политологии и степень магистра по французскому языку.
В сентябре 2004 года по благословению архиепископа Нафанаила (Поппа) он поступил в Православную богословскую школу Святого Креста в Бруклайне (штат Массачусетс), чтобы продолжить своё богословское образование, прерванное семь лет назад. Помимо учебных занятий и духовного становления, он был назначен экклезиархом часовни Святого Креста, работал в кабинете декана факультета в качестве координатора мероприятий и связи студентов с факультетом, был избран президентом класса и активно участвовал в организации ретритов, конференций и проектов по оказанию помощи нуждающимся. В 2006 году он был благословлен опытом участия в миссии OCMC в Танзании, где он помогал в проведении катехизического обучения для молодых православных верующих Букобской епархии. Он окончил Богословкую школу Святого Креста в мае 2008 года, получив степень магистра богословия с высшим отличием, заняв 2-е место в своём выпускном классе. Он оставался в школе для дальнейшего обучения до декабря 2008 года.
После окончания учёбы в Богословской школе Святого Креста, по благословению архиепископа Нафанаила дан с марта 2009 года по июнь 2010 года был пастырским помощником в Благовещенском греческом православном соборе в Атланте, штат Джорджия, где помогал приходскому духовенству в пастырских, литургических и образовательных вопросах, особенно в работе с молодёжью.
В июне 2010 года был принят в докторантуру по святоотеческому богословию в Папском Восточном институте в Риме, Италия, получив полную стипендию от Папского совета по содействию христианскому единству через его комитет культурного сотрудничества. Он продолжил свои докторские исследования под руководством профессора Эдварда Фарруджи в области догматики и литургики, выбрав в качестве названия своей диссертации «Spirit and Spiritedness in St John Damascene’s Octoechos Antiphons».
29 сентября 2012 года был рукоположен в сан диакона архиепископом Нафанаилом в румынском православном соборе Святого Георгия в Саутфилде, штат Мичиган. 23 декабря 2012 года тем же архиереем в своем родном приходе святых Петра и Павла в Дирборн-Хайтс, Мичиган, был рукоположен в сан священника.
После рукоположения, занимаясь написанием докторской диссертации, по благословению архиепископа Нафанаила и с разрешения иерарха Румынской православной епархии в Италии епископа Силуана (Шпана), он служил в румынском православном приходе Святого Саввы Готского в Перудже, Италия.
Находясь в Риме, он принимал участие в различных научных конференциях и ретритах, на которых его приглашали выступить в качестве докладчика. Он был православным спикером на экуменической конференции, организованной в Ассизи в январе 2013 года по случаю 50-летия документа второго ватиканского собора Unitatis Redintegratio, и представил доклад о литургической музыке и обновлении на конференции по литургическому обновлению в марте 2013 года в Богословской школе Святого Креста в Бруклайне, штат Массачусетс. Кроме того, в течение недели экуменической молитвы он был приглашён выступить с докладами и лекциями в нескольких семинариях Рима и в приходах по всей Италии.
В марте 2013 года назначен архиепископом Нафанаилом на должность председателя епископского отдела по делам молодёжи и молодых взрослых и директором лагеря Vatra. В сентябре того же года он был назначен румынским редактором газеты «Solia — The Herald». На ежегодном епископском съезде в сентябре 2014 года, по рекомендации архиепископа Нафанаила, был утверждён в качестве викария архиепископа с обязанностями по оказанию помощи миссии и пастырской работе приходов в Канаде.
По благословению архиепископа Нафанаила, помимо своей работы в канцелярии и участия в повседневном управлении епархией, путешествовал по прихода Румынской епископии, посещая приходы по случаю их юбилеев и престольных праздников. Архиепископ поручил ему председательствовать на общих собраниях в различных приходах для решения административных вопросов. Он также служил в нескольких приходах временным приходским священником во время вакантных должностей и курировал управление приходами, а также духовную жизнь следующих общин: Благовещенский приход в Гранд-Рапидсе (январь-март 2016), Прихода святого креста в Лондоне, Онтарио (январь-февраль 2017) и приход Святого Афанасия, Орора, Иллинойс (сентябрь 2017 — октябрь 2018).
6 июня 2019 года успешно защитил диссертацию в Папском Восточном институте в Риме и получил степень доктора богословия с отличием (Summa Cum Laude).
31 августа 2019 года по предложению архиепископа Нафанаила и епископского Совета церковный съезд Румынской православной епископии Америки на специальной избирательной сессии избрал священника Дана Хоарште в качестве кандидата на должность епископа-помощника.
13 октября 2019 года в Богородице рождественском храме в Грасс-Лэйк, штат Мичиган, архиепископом Нафанаилом (Поппом) был пострижен в мантию с именем Андрей.
12 ноября того же года Священный Синод епископов Православной Церкви в Америке избрал иеромонаха Андрея епископом Кливлендским, викарным епископом Румынской православной епископии Америки, и возвёл его в сан архимандрита.
1 февраля 2020 года в румынском соборе святого Георгия в Саутфилде состоялась его епископская хиротония, которую совершили: Митрополит Вашингтонский и всей Америки Тихон (Моллард), архиепископ Нафанаил (Попп), архиепископ Сан-Францисский Вениамин (Питерсон), архиепископ Оттавский Ириней (Рошон), архиепископ Нью-Йоркский Михаил (Дахулич), Архиепископ Далласский Александр (Голицын), архиепископ Ситкинский Давид (Махаффи), епископ Чикагский Павел (Гассиос), епископ Бетесдский Алексий (Трейдер), епископ Нисский Григорий (Тацис) (Константинопольский патриархат) и архиепископ США, митрополит двух Америк Николай (Кондря) (Румынский Патриархат)